# 윌리엄 웨이크
윌리엄 웨이크(William Wake, 1657년 1월 26일 ~ 1737년 1월 24일)는 캔터베리 대주교이다.
잉글랜드 남부 도셋 지방 출신으로, 1705년 링컨 주교가 되었고, 1716년 캔터베리 대주교가 되었다.